# Chaniro
Chaniro är en ort i Mexiko.   Den ligger i kommunen Los Reyes och delstaten Michoacán de Ocampo, i den södra delen av landet, 300 km väster om huvudstaden Mexico City. Chaniro ligger 1 834 meter över havet och antalet invånare är 575.
Terrängen runt Chaniro är kuperad åt sydväst, men åt nordost är den bergig. Runt Chaniro är det ganska tätbefolkat, med 111 invånare per kvadratkilometer. Närmaste större samhälle är Tingüindín, 6,0 km nordväst om Chaniro. I omgivningarna runt Chaniro växer huvudsakligen savannskog.